# Retable de San Bernardino in Pignolo

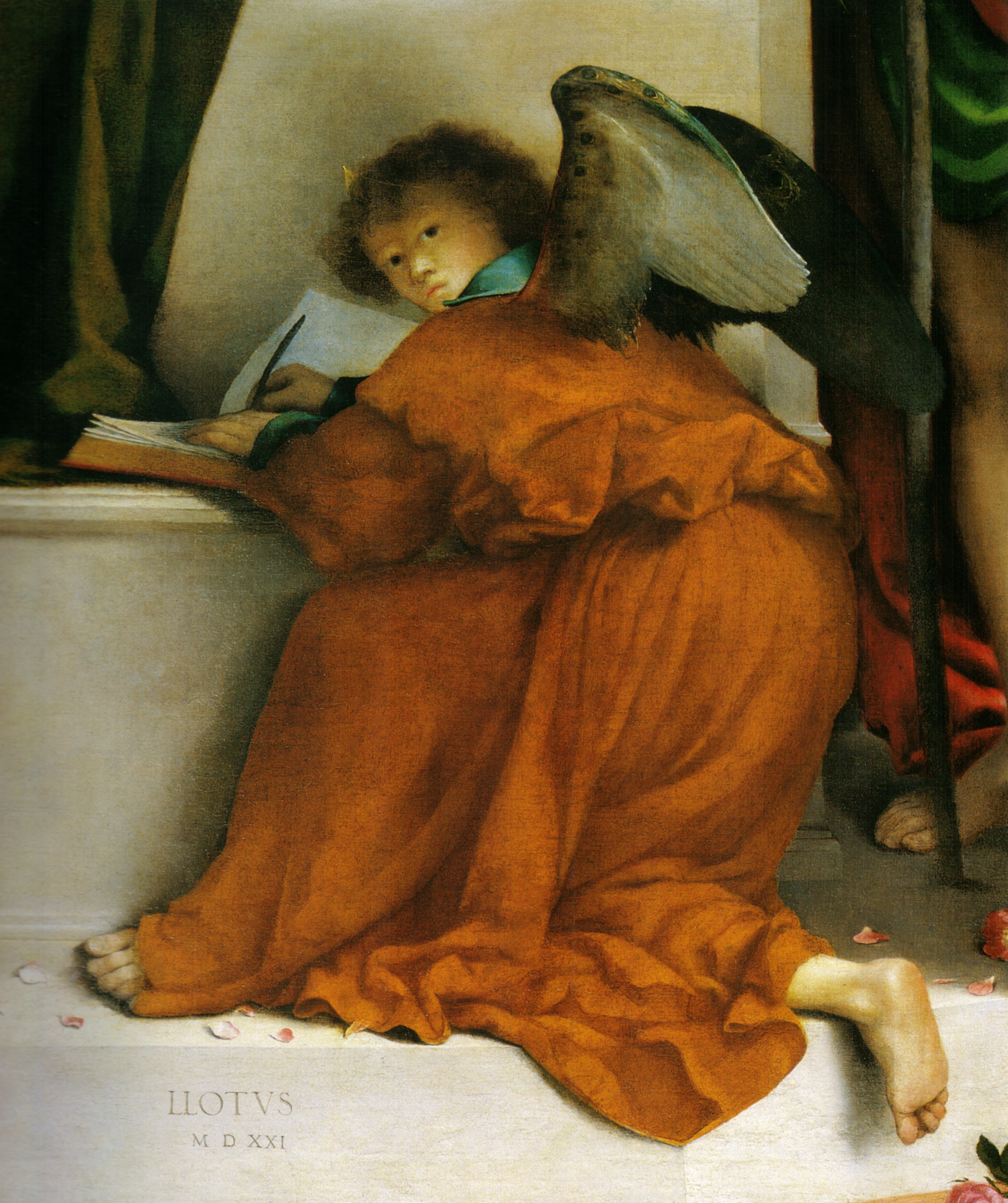
La signature du peintre dans le décor de pierre sous l'ange écrivant.

Le retable de San Bernardino in Pignolo (en italien Pala di San Bernardino in Pignolo) est une peinture à l'huile sur toile représentant La Vierge à l’Enfant en majesté entourée de saints et d’anges de Lorenzo Lotto, signée et datée 1521, exposée dans l'église San Bernardino in Pignolo à Bergame.

## Histoire
Le retable de 287 × 268 cm qui était destiné à l'autel de la chapelle des marchands et des artisans de l'église San Bernardino in Pignolo à Bergame,  est toujours à son emplacement d'origine.

## Iconographie
Il s'agit d'une Vierge de Majesté (Vierge à l'Enfant, trônant sous un dais) entourée de saints donc également une Conversation sacrée, car les personnages saints qui l'entourent sont anachroniques, discutant entre eux ou tournés vers le couple divin entouré d'anges.

## Composition
La Vierge tenant l'Enfant debout sur son genou droit occupe le centre  de la composition. Vêtue d'un rouge éclatant elle est assise sur un trône qu'on devine sous les étoffes, surmontant un haut socle de pierre blanche au pied duquel un ange à genoux écrit et tourne la tête vers le spectateur (le dévot), entouré de roses éparses sur la pierre et  au-dessus  de la signature du peintre gravée sur la marche (LLOTUS M.D. XXI).
Plusieurs saints entourent la scène au niveau du premier niveau des gradins : à gauche saint Joseph tenant un long bâton, saint Bernardin de Sienne dans sa bure de moine, portant la tablette du monogramme du Christ qui le qualifie, le regard tourné vers l'Enfant Jésus en pleine lumière ; à droite, debout également, en conversation, saint Jean Baptiste et saint Antoine abbé chacun appuyé sur son bâton.
Couronnant la scène centrale, un dais surplombe le couple divin et l'ombre fortement ; quatre anges en soutiennent les coins avec difficulté comme en témoignent les postures, toutes différentes sous un ciel chargé.
Le paysage, présent de part et d'autre du dais au-dessus de murets encadrant le trône, laisse voir des monts boisés, des lointains bleuis et un ciel agrémenté de nuages. Un nimbe apparaît dans un  haut plus sombre de nuages au-dessus du dais, laissant deviner la présence de Dieu le père.

## Analyse
Si la composition du paysage est aérée, le chromatisme (souvent fort chez Lotto) est tempéré ici par les ombres imposés par le dais, ombres qui touchent même le visage de la Vierge pour mettre l'accent sur le visage de l'Enfant et celui de saint Bernardino envers qui le retable est dédié par le nom même de l'église ou la peinture figure. La dévotion forcée, annonçant le maniérisme de la réforme catholique, est traduite par la simplicité des postures des personnages (les quatre anges tenant le dais avec difficulté en témoignent) et l'absence architectonique du dais, le regard paternel de saint Joseph vers l'ange écrivant posté à genoux sur la première marche du gradin du piédestal, un ange au regard tourné vers le dévot dont la présence est requise ainsi.